# Kansas National Guard

Logo der National Guard

Die Kansas National Guard des US-Bundesstaates Kansas  besteht seit 1855 und ist Teil der im Jahr 1903 aufgestellten Nationalgarde der Vereinigten Staaten (akronymisiert USNG) und somit auch Teil der zweiten Ebene der militärischen Reserve der Streitkräfte der Vereinigten Staaten.

## Organisation
Die Mitglieder der Nationalgarde sind freiwillig Dienst leistende Milizsoldaten, die der Gouverneurin von Kansas Laura Kelly unterstehen. Bei Einsätzen auf Bundesebene ist der Präsident der Vereinigten Staaten Commander-in-Chief. Adjutant General of Kansas  ist seit 2020 Major General David A. Weishaar.
Die Kansas National Guard führt ihre Wurzeln auf Milizverbände aus dem Jahr 1855 zurück, die mit dem Kansas-Nebraska Act entstanden. Die Air National Guard wurde 1946 gegründet. Die Nationalgarden der Bundesstaaten sind seit 1903 bundesgesetzlich und institutionell eng mit der regulären Armee und Luftwaffe verbunden, so dass unter bestimmten Umständen mit Einverständnis des Kongresses die Bundesebene auf sie zurückgreifen kann. Davon zu trennen ist die Staatsgarde, die Kansas State Guard  (z. Z. inaktiv), die allein dem Bundesstaat verpflichtet ist.
Die Kansas National Guard besteht aus den beiden Teilstreitkraftgattungen des Heeres und der Luftstreitkräfte, namentlich der Army National Guard und der Air National Guard (1947 gegründet). Die Kansas Army National Guard hatte 2017 eine Personalstärke von 4286, die Kansas Air National Guard eine von 1988, was eine Personalstärke von gesamt 6274 ergibt.

## Wichtige Einheiten und Kommandos
- Joint Forces Headquarters-Kansas (Topeka)

### Army National Guard
- 69th Troop Command (Topeka)
- 35th Infantry Division (Mechanized) (Fort Leavenworth)
- 235th Regiment (RTI) (Salina)
- 635th Regional Support Group (Topeka)
- State Aviation Office
- 2nd Combined Arms Battalion, 137th Infantry Regiment
- 891st Engineer Battalion
- 130th Field Artillery Brigade (Manhattan)

### Air National Guard
- 190th Air Refueling Wing auf Forbes Field Air National Guard Base, Topeka
- 184th Intelligence Wing auf der McConnell Air Force Base, Wichita